# RFPL4AL1
RFPL4AL1 (англ. Ret finger protein like 4A like 1) – білок, який кодується однойменним геном, розташованим у людей на довгому плечі 19-ї хромосоми. Довжина поліпептидного ланцюга білка становить 287 амінокислот, а молекулярна маса — 32 249.
| 10         |  | 20         |  | 30         |  | 40         |  | 50         |
| ---------- |  | ---------- |  | ---------- |  | ---------- |  | ---------- |
| MAEHFKQIIR |  | CPVCLKDLEE |  | AVQLKCGYAC |  | CLQCLNSLQK |  | EPDGEGLLCR |
| FCSVVSQKDD |  | IKPKYKLRAL |  | VSIIKELEPK |  | LKSVLTMNPR |  | MRKFQVDMTF |
| DVDTANNYLI |  | ISEDLRSFRS |  | GDLSQNRKEQ |  | AERFDTALCV |  | LGTPRFTSGR |
| HYWEVDVGTS |  | QVWDVGVCKE |  | SVNRQGKIEL |  | SSEHGFLTVG |  | CREGKVFAAS |
| TVPMTPLWVS |  | PQLHRVGIFL |  | DVGMRSIAFY |  | NVSDGCHINT |  | FIEIPVCEPW |
| RPFFAHKRGS |  | QDDQSILSIC |  | SVINPSTASA |  | PVSSEGK    |  |            |

A: Аланін

C: Цистеїн

D: Аспарагінова кислота

E: Глутамінова кислота

F: Фенілаланін

G: Гліцин

H: Гістидин

I: Ізолейцин

K: Лізин

L: Лейцин

M: Метіонін

N: Аспарагін

P: Пролін

Q: Глутамін

R: Аргінін

S: Серин

T: Треонін

V: Валін

W: Триптофан

Білок має сайт для зв'язування з іонами металів, іоном цинку. 